# Hostilidade
Hostilidade é um sentimento que o ser humano tem que representa um tipo de violência emocional e rivalidade, por parte de uma pessoa, um grupo de pessoas grandes e um grupo de pessoas pequenas.
Um dos conceitos da Hostilidade pode significar de passar da violência emocional à uma agressão física.
Em alguns casos de hostilidades entre nações pode referir um Conflito armado em forma de guerra e grandes exércitos mediantes a invasão ou atos violentos e armados. Agressão, Provocação.